# João Francisco Leal
João Francisco Leal   (Rio de Janeiro, 1787 - Rio de Janeiro, 4 de juliol de 1829) fou un compositor portuguès.
Pertanyent a una família en la qual el talent musical era hereditari. Es distingí en el gènere que els portuguesos anomenen modinhas i que són unes melodies curtes, d'una senzilla construcció i fàcil ritme, però plenes de passió i dolcesa.